# Галактичний рік
Галактичний рік або Космічний рік[джерело?] — період обертання Сонця довкола центру Галактики. Зазвичай саме цю величину вважають періодом обертання Галактики (період обертання зір, що містяться на різних відстанях від центру Галактики)[джерело?]. Галактичний рік дорівнює приблизно 225—250 млн земних років. За даними НАСА, Сонячна система рухається із середньою швидкістю 828 000 км/год (230 км/с) або 1/1300 швидкості світла й робить оберт за 230 млн років. При цьому швидкість Сонця відносно найближчих до нього зір — 19,4 км/с.

Орбіта Сонця (жовте коло) навколо центру Галактики, діаметр 50 000 світлових років або 15,3 кілопарсека

Сонячна система (разом із Землею) рухається крізь рукав Оріона. Це малий спіральний рукав Чумацького Шляху шириною близько 3500 світлових років (1100 парсек) й завдовжки близько 10 000 світлових років (3100 парсек). Його повна назва — рукав Оріона—Лебедя, а також «Місцевий рукав», міст Оріона, Місцева гілка, відросток Оріона[джерело?].
Рукав названо за назвою сузір'я Оріона, на тлі якого він спостерігається на небосхилі. Рукав Оріона розташований між рукавами Кіля—Стрільця (який лежить ближче до центру Галактики) та Персея (який лежить зовні).
У рукаві Оріона наша Сонячна система (зокрема, й Земля) перебуває поблизу його внутрішнього краю (на відстані близько 8000 парсек або 26 000 світлових років від галактичного центра) та приблизно посередині по довжині рукава, у Місцевій бульбашці.